# Каселбери (Флорида)
Каселбери (енгл. Casselberry) град је у америчкој савезној држави Флорида. По попису становништва из 2010. у њему је живело 26.241 становника.

## Демографија
Према попису становништва из 2010. у граду је живело 26.241 становника, што је 3.612 (16,0%) становника више него 2000. године.
| Група             | 2000.          | 2010.          |
| Белци             | 17.145 (75,8%) | 17.023 (64,9%) |
| Афроамериканци    | 1.218 (5,4%)   | 2.109 (8,0%)   |
| Азијати           | 430 (1,9%)     | 773 (2,9%)     |
| Хиспаноамериканци | 3.424 (15,1%)  | 5.923 (22,6%)  |
| Укупно            | 22.629         | 26.241         |